# Ayvacık (Çanakkale)
Pour les articles homonymes, voir Ayvacık.
Ayvacık est une ville et un district de la province de Çanakkale dans la région de Marmara en Turquie.